# Роберто Фернандес (футболіст, 2002)
Робе́рто Ферна́ндес Хае́н (ісп. Roberto Fernández Jaén; нар. 3 липня 2002, Пуенте-Хеніль) — іспанський футболіст, нападник клубу «Еспаньйол».

## Клубна кар'єра

### «Малага»
Виступав за молодіжні команди «Пунте-Хеніль», «Кордова» та «Севілья», а 2018 року приєднався до академії «Малаги». 4 грудня 2020 року продовжив контракт з «Малагою» до 2024 року. 16 серпня 2021 року дебютував в основному складі «Малаги» в матчі Сегунди проти «Мірандеса», вийшовши в стартовому складі. 22 серпня в поєдинку з «Ібісею» забив свій перший гол у професіональній кар'єрі.
22 липня 2022 року відправився в сезонну оренду в «Барселону», де почав виступати за резервну команду клубу в Прімері Федерсьйон. 27 серпня дебютував за «Барселону Атлетік» в матчі проти «Кастельйона». 11 вересня 2022 року в поєдинку проти «Калаорри» забив свій перший гол за клуб. Всього за час оренди забив 7 м'ячів у 36 поєдинках.
Влітку 2023 року повернувся з оренди і наступний сезон 2023–24 провів як основний гравець «Малаги», за яку забив 20 голів у 41 поєдинку, допомігши команді повернутися до Сегунди.

### «Брага»
9 липня 2024 року перейшов у португальську «Брагу», підписавши п'ятирічний контракт. Сума трансферу становила близько 1,8 млн євро, а ще 1,2 млн євро були передбачені у вигляді бонусів. 25 липня 2024 року дебютував за нову команду в матчі кваліфікації Ліги Європи УЄФА проти ізраїльського клубу «Маккабі» (Петах-Тіква), вийшовши на заміну Рожеру. 11 серпня в поєдинку проти «Ештрели» дебютував у португальській Прімейра-лізі. 15 серпня 2024 року в матчі Ліги Європи проти швейцарського «Серветта» забив свій перший гол за «Брагу». 18 серпня в поєдинку з «Боавіштою» вперше відзначився м'ячем у Прімейра-лізі, принісши перемогу своїй команді (1-0).

#### Оренда в «Еспаньйол»
14 січня 2025 року перейшов на правах оренди в іспанський «Еспаньйол» до кінця сезону з опцією викупу. 17 січня дебютував за нову команду в матчі Ла-Ліги проти «Реал Вальядолід», вийшовши на заміну Альваро Техеро. Також у цій грі забив свій перший гол за «Еспаньйол», принісши перемогу команді (2–1). Всього за час оренди провів 19 поєдинків, в яких забив 6 голів.

### «Еспаньйол»
27 червня 2025 року клуб активував опцію викупу, підписавши з гравцем шестирічний контракт. Сума трансферу становила 6,2 млн євро.

## Кар'єра в збірній
В жовтні 2024 року вперше викликаний в збірну Іспанії до 21 року для участі в матчах кваліфікації молодіжного чемпіонату Європи 2025 проти збірних Казахстану та Мальти. 15 жовтня в поєдинку з Мальтою дебютував за молодіжну збірну, відзначившись забитим м'ячем.
В червні 2025 року потрапив в заявку збірної до 21 року на молодіжний чемпіонат Європи в Словаччині. На турнірі провів три матчі, відзначившись м'ячем проти збірної Румунії, а його команда дійшла до чвертьфіналу, де поступилась англійцям.

## Статистика виступів
Станом на 24 травня 2025
| Клуб              | Сезон             | Чемпіонат           | Чемпіонат | Чемпіонат | Кубок | Кубок | Кубок ліги | Кубок ліги | Єврокубки | Єврокубки | Інші  | Інші | Всього | Всього |
| Клуб              | Сезон             | Дивізіон            | Матчі     | Голи      | Матчі | Голи  | Матчі      | Голи       | Матчі     | Голи      | Матчі | Голи | Матчі  | Голи   |
| ----------------- | ----------------- | ------------------- | --------- | --------- | ----- | ----- | ---------- | ---------- | --------- | --------- | ----- | ---- | ------ | ------ |
| Малага            | 2021–22           | Сегунда Дивізіон    | 32        | 2         | 2     | 1     | —          | —          | —         | —         | —     | —    | 34     | 3      |
| Малага            | 2023–24           | Прімера Федерасьйон | 34        | 15        | 2     | 0     | —          | —          | —         | —         | 4     | 5    | 41     | 20     |
| Малага            | Всього            | Всього              | 66        | 17        | 4     | 1     | —          | —          | —         | —         | 4     | 5    | 75     | 23     |
| Малага Б          | 2021–22           | Терсера Федерасьйон | 0         | 0         | —     | —     | —          | —          | —         | —         | 1     | 0    | 1      | 0      |
| → Барселона Б     | 2022–23           | Прімера Федерасьйон | 34        | 6         | 1     | 0     | —          | —          | —         | —         | 2     | 1    | 36     | 7      |
| Брага             | 2024–25           | Прімейра-ліга       | 15        | 1         | 2     | 0     | 1          | 0          | 12        | 1         | —     | —    | 30     | 2      |
| → Еспаньйол       | 2024–25           | Ла-Ліга             | 19        | 6         | 0     | 0     | —          | —          | —         | —         | —     | —    | 19     | 6      |
| Еспаньйол         | 2025–26           | Ла-Ліга             | 0         | 0         | 0     | 0     | —          | —          | —         | —         | —     | —    | 0      | 0      |
| Всього за кар'єру | Всього за кар'єру | Всього за кар'єру   | 133       | 30        | 7     | 1     | 1          | 0          | 12        | 1         | 7     | 6    | 160    | 38     |

1. 1 2 3  Плей-оф підвищення в класі
2. ↑  Матчі в Лізі Європи УЄФА